# 默視錄
《默視錄》（英語：Stranger Eyes）是一部2024年國際合製的懸疑驚悚片，由楊修華編導，李康生和巫建和主演。本片入選第81屆威尼斯影展正式競賽單元角逐金獅獎，為首部入選威尼斯影展正式競賽單元的新加坡電影。

## 劇情
講述一對年輕夫婦在女兒失蹤後，陸續收到神祕偷窺者拍攝他們的日常和親密時刻的影像；隨著偷窺者的身分和影像背後的真相逐一揭開，彼此的家庭也開始崩塌。影片透過兩個家庭的故事，探討現代都市生活中「看」和「被看」的連結，揭開監控日常的人性真相之餘，人又該如何檢視自己。

## 演員
- 李康生
- 巫建和
- 林幻夢露
- 陳雪甄
- 張子夫

## 製作
《默視錄》在2020年香港亞洲電影投資會上榮獲HAF劇情片獎。該影片還獲得了新加坡資訊通信媒體發展局、法國世界電影協會、台灣文化內容策進院（TAICCA）和泰國Purin Pictures的資助。
2023年8月，《綜藝》報導李康生已出演該片，主要拍攝工作正在進行中。該報告指出，後製預計將於2024年初完成。

## 獎項

### 威尼斯影展
| 份   | 獎項名稱         | 提名獎項 | 提名   | 結果 |
| ---- | ---------------- | -------- | ------ | ---- |
| 2024 | 第81屆威尼斯影展 | 金獅獎   | 不適用 | 提名 |

### 金馬獎
| 份   | 獎項名稱     | 提名獎項         | 提名           | 結果 |
| ---- | ------------ | ---------------- | -------------- | ---- |
| 2024 | 第61屆金馬獎 | 最佳劇情片       | 不適用         | 提名 |
| 2024 | 第61屆金馬獎 | 最佳導演         | 楊修華         | 提名 |
| 2024 | 第61屆金馬獎 | 最佳男配角       | 李康生         | 提名 |
| 2024 | 第61屆金馬獎 | 最佳原著劇本     | 楊修華         | 提名 |
| 2024 | 第61屆金馬獎 | 最佳原創電影音樂 | 福多瑪         | 獲獎 |
| 2024 | 第61屆金馬獎 | 最佳音效         | 杜篤之、杜則剛 | 提名 |

### 亞洲電影大獎
| 份   | 獎項名稱           | 提名獎項   | 提名           | 結果 |
| ---- | ------------------ | ---------- | -------------- | ---- |
| 2025 | 第18屆亞洲電影大獎 | 最佳男配角 | 李康生         | 獲獎 |
| 2025 | 第18屆亞洲電影大獎 | 最佳音響   | 杜篤之、杜則剛 | 獲獎 |

### 台灣影評人協會獎
| 份   | 獎項名稱              | 提名獎項   | 提名   | 結果 |
| ---- | --------------------- | ---------- | ------ | ---- |
| 2025 | 第6屆台灣影評人協會獎 | 最佳劇本   | 楊修華 | 提名 |
| 2025 | 第6屆台灣影評人協會獎 | 最佳男演員 | 李康生 | 提名 |
| 2025 | 第6屆台灣影評人協會獎 | 特別表揚   | 福多瑪 | 獲獎 |

### 台北電影獎
| 份   | 獎項名稱         | 提名獎項     | 提名   | 結果 |
| ---- | ---------------- | ------------ | ------ | ---- |
| 2025 | 第27屆台北電影獎 | 最佳劇情長片 | 默視錄 | 提名 |
| 2025 | 第27屆台北電影獎 | 最佳導演     | 楊修華 | 提名 |
| 2025 | 第27屆台北電影獎 | 最佳編劇     | 楊修華 | 提名 |
| 2025 | 第27屆台北電影獎 | 最佳男配角   | 李康生 | 獲獎 |
| 2025 | 第27屆台北電影獎 | 最佳配樂     | 福多瑪 | 獲獎 |

## 發行
《默視錄》入選第81屆威尼斯影展正式競賽單元，角逐金獅獎，並於9月5日全球首映。獲選金馬國際影展開幕片，並於第61屆金馬獎入圍六項大獎，將於11月15日臺灣正式上映。

## 外部連結
- 互联网电影数据库（IMDb）上《默視錄》的资料（英文）